# 刈谷友衣子
刈谷 友衣子（かりや ゆいこ、1996年11月30日 - ）は、日本の女優、ファッションモデル。愛知県出身。
フォスターに所属していた。

## 来歴
2009年、『ラブベリー』専属モデルオーディションにて準グランプリを受賞し、雑誌モデルデビュー。
2010年、映画『告白』で女優デビューを果たす。
2011年、『金魚倶楽部』でドラマ初ヒロインを務める。
2012年、『バルーンリレー』で映画初主演。
2013年、特集ドラマ『ラジオ』でテレビドラマ初主演。当作品は「第50回ギャラクシー賞」テレビ部門 優秀賞、「東京ドラマアウォード2013」単発ドラマ部門 優秀賞、「第68回文化庁芸術祭」テレビ・ドラマ部門 大賞、「第16回シナリオ作家協会」菊島隆三賞、「シカゴ国際映画祭」テレビ賞 長編テレビ映画部門 金賞、「ワールドメディアフェスティバル（ドイツ）」エンターテインメント（その他）部門 金賞、「US国際フィルム&ビデオ・フェスティバル」クリエイティブエクセレンス賞などを受賞したほか、「第42回国際エミー賞」にもノミネートされ、国内外で高い評価を得ている。
2014年3月、オフィシャルブログ『ゆいとも』の更新をしばらく休むと発表。
2014年6月の映画と表紙モデルを最後に芸能活動をしておらず、その後事務所の公式プロフィールやブログも削除され、事実上の引退状態となっている。

## 受賞歴
- 第5回TAMA映画賞 最優秀新進女優賞（『シャニダールの花』『中学生円山』『鈴木先生』）[8]

## 出演

### テレビドラマ
- 検事・鬼島平八郎（2010年10月22日 - 12月3日、テレビ朝日） - 鬼島美夜 役
- 鈴木先生（2011年4月25日 - 6月27日、テレビ東京） - 平良美祝 役
- 金魚倶楽部（2011年7月23日 - 10月1日、NHK総合） - ヒロイン・春川こと 役
- 使命と魂のリミット 前編（2011年11月5日、NHK総合） - 氷室夕紀（中学時代） 役
- 君は空を見てるか（2011年12月25日、フジテレビ） - 藤沢光 役
- ハズカム（2012年5月5日 - 全3話、NHKワンセグ2） - 主演・つくし 役
- そこをなんとか 第4話（2012年11月11日、NHK BSプレミアム） - 田中絵理紗 役
- 女と男の熱帯（2013年1月20日 - 2月24日、WOWOW） - 白木ハナ 役
- メイドインジャパン（2013年1月26日 - 2月9日、NHK総合） - 矢作真紀 役
- まほろ駅前番外地 第9 - 10話（2013年3月8日 - 15日、テレビ東京） - 新村清海 役
- ラジオ（2013年3月26日、NHK総合） - 主演・某ちゃん。役[9]
- 激流〜私を憶えていますか?〜（2013年6月25日 - 8月13日、NHK総合） - 小野寺冬葉 役

### 映画
- 告白（2010年6月5日、東宝） - 三浦瑠菜 役
- バルーンリレー（2012年6月23日、東京テアトル / デジタルSKIPステーション） - 主演・相沢こずえ 役
- スープ〜生まれ変わりの物語〜（2012年7月7日、東京テアトル） - 渋谷美加 役
- 映画 鈴木先生（2013年1月12日、角川書店 / テレビ東京） - 平良美祝 役
- 中学生円山（2013年5月18日、東映） - 清水ゆず香 役
- シャニダールの花（2013年7月20日、ファントム・フィルム） - 立花ハルカ 役
- スイートプールサイド（2014年6月14日、松竹メディア事業部） - 主演・後藤綾子 役

### Webドラマ
- 虹の向こうへ（2010年11月10日 - 全15話、BeeTV） - 池内理菜 役

### ラジオドラマ
- きっちん日和 Vol.8「あげたての家」（2012年1月13日 - 全5話、ネスレアミューズ） - 主演・唯 役

### テレビ番組
- ドラマチック・アクターズ・ファイル ガールズ #3 「刈谷友衣子 & 水野絵梨奈」（2011年7月22日、NHKワンセグ2）
- TOYOTA MARK X presents MUSEな君と。（2012年10月4日 - 、BS-TBS） - ムスメ 役
  - #1 八代英輝（2012年10月4日）
  - #4 海辺で乗馬（2012年10月25日）
  - #5 キャンプ料理（2012年11月1日）
  - #12 写真家・桐島ローランドの「ムスメ・デート“城めぐりの旅”」（2012年12月20日）
- 岩井俊二映画祭 presents マイリトル映画祭（2012年3月4日 - 、日本映画専門チャンネル） - レギュラー

### CM
- タカラトミー ラブデジシリーズ 「PVカム」（2010年10月 - ）
- 白竹堂（2012年6月 - ）
- 日本映画専門チャンネル
  - ステーションID 春篇 「刈谷友衣子走る」篇（2012年2月 - ）[10]
  - ステーションID 夏篇 「刈谷友衣子 in 小樽」篇（2012年7月 - ）
- TOYOTA MARK X 「娘の恋」篇（2012年8月 - ）
- JAバンクあいち[注 1]
  - ウィンターキャンペーン ポンちょきんぎょ 「キューブ」篇（2012年11月 - ）
  - 住宅ローン 「引越し」篇（2013年4月 - ）
  - 給与振込 「しっかり者」篇（2013年9月 - ）
  - 年金受取 「将棋」篇（2013年9月 - ）
  - ウインターキャンペーン2013 「ふわふわ」篇（2013年11月 - ）
- 朝日新聞社 朝日新聞デジタル
  - かわろう。「大学にて」編（2013年2月 - ）[11]
  - かわろう。「切り抜き」編（2013年6月 - ）
  - 家族でつかおう。「ミーがパパ」編（2013年9月 - ）

### 広告
- 学校法人高宮学園 代々木ゼミナール（2011年 - ）
- ネスレ日本 キットカット
  - 2012年受験生応援キャラクター[12]
  - 2013年受験生応援キャラクター[13]
- 朝日新聞社 未来メディアプロジェクト イメージモデル（2013年 - ）
- 日本損害保険協会 2013年度全国統一防火ポスター（2013年）[14]

### ミュージックビデオ
- INFINITY16  「雨のち晴れ Welcomez MINMI & JAY'ED」（2012年4月25日）
- 黒木華・刈谷友衣子 「テレビの海をクルージング」（2013年3月）

### 雑誌
- ラブベリー（2009年 - 2011年、徳間書店） - 専属モデル

### その他
- 窪美澄『晴天の迷いクジラ』（2014年6月27日、新潮文庫） - 表紙モデル

## 作品

### 写真集
- aBUTTON VOL.3_旅 刈谷友衣子（2011年10月31日、パルコ出版 / 撮影：新津保建秀） ISBN 978-4891949174
- 初写真集シリーズ つぼみ2 刈谷友衣子（2011年11月17日、マガジンハウス / 撮影：石垣星児） ISBN 978-4838723669

### Blu-ray
- aBUTTON VOL.3_旅 刈谷友衣子（2012年3月28日、エイベックス・ピクチャーズ / 撮影：新津保建秀）